# José Diogo Madeira
José Diogo Madeira, nascido em 17 de julho de 1970, em Viseu. Filho de Fernando José Madeira e Maria de Fátima Madeira, neto dos empresários Fernando Madeira e Armando Nunes. Empreendedor na área da comunicação social, foi fundador em 1997 do negocios.pt e do Jornal de Negócios, já em 1998. Foi director do Jornal de Negócios até outubro de 2002, quando vendeu a sua participação ao grupo Cofina. Em outubro de 2003, fundou ainda a revista Prémio. Em novembro de 2004 foi convidado para director executivo do grupo Bairro Alto. Em janeiro de 2006 fundou, em parceria com esse grupo, a agência de comunicação empresarial Mercury Associates, que alienou no final de 2007. Nomeado, em 22 de novembro de 2007, como administrador da empresa Estradas de Portugal, com os pelouros de Operação de Rede, Gestão Imobiliária e Comunicação Institucional. Em dezembro de 2010, fundou o ezimute, uma startup tecnológica na área do turismo. Foi editor na Capital Books de outubro de 2016 a dezembro de 2017. Co-fundou a comunidade de meditação Reflower em janeiro de 2017 e publicou os livros "Trinta e Três Textos" e "volta a ti" em, respetivamente, abril de 2018 e fevereiro de 2019.